# Євангельські поради
Євангельські поради — науково-популярний посібник Валерія Верзуна. Вийшов друком 2021 року у видавництві ТОВ «Майстер книг». Також вийшла електронна версія книги (2021, Видавець Цибульська).

## Опис
У легкій і доступній формі автор пропонує своє трактування найактуальніших цитат з Біблії, розглядаючи такі теми, як важливість віри, молитви, подяки, покаяння та ін., під іноді несподіваним кутом. Докладне тлумачення тексту Євангелія здатне зацікавити як читачів з невеликим релігійним досвідом, так і тих, хто добре знайомий з Новим Заповітом.
Численні поради, засновані на тексті Євангелія, дозволяють позиціонувати «Євангельські поради» не лише як читання для пізнання, а й як практичний посібник з налагодження стосунків з собою, Богом, близькими людьми на шляху до успіху і покращення життя загалом.

## З видавничої анотації
Справжній прибічник християнської віри, автор розмірковує над сталими твердженнями Нового Завіту та у популярній формі пояснює їх, використовуючи життєві приклади.
У своєму щирому прагненні нести у світ Слово Боже автор оголошує про заснування нового власного жанру в літературі, який назвав «Натхненно-біблійний».
Для широкого кола читачів.